# Klausenpass
Der Klausenpass ist ein 1948 m ü. M. hoher Passübergang im Schweizer Kanton Uri, der eine Verbindung vom Kerngebiet des Kantons über die im Winter durchgehend bewohnte Talschaft und deshalb funktionelle Exklave Urner Boden ins Glarnische ermöglicht. Der Pass führt von Altdorf (Kanton Uri) durch das Schächental über die Passhöhe und die Kirchgemeinde Urnerboden nach Linthal im Kanton Glarus. Auf der Passhöhe verläuft die Grenze zwischen der Urner Gemeinde Unterschächen und dem zu Spiringen gehörenden Urner Boden.

## Verkehr
Die amtlich bezeichnete Klausenstrasse ist Teil der Hauptstrasse 17, die das Glarnerland durchquert, und trägt diesen Namen ab Linthal. Sie endet in einem Kreisel zwischen Altdorf, Bürglen und Schattdorf. Die Passstrasse mündet dort in die Hauptstrasse 2, die Gotthardstrasse, zu der im Nordwesten die Axenstrasse gehört.
Der Klausenpass ist im Winter geschlossen. Im Sommer führt eine Postautolinie des Regionalzentrums Zentralschweiz von Flüelen bis Linthal.

## Geschichte

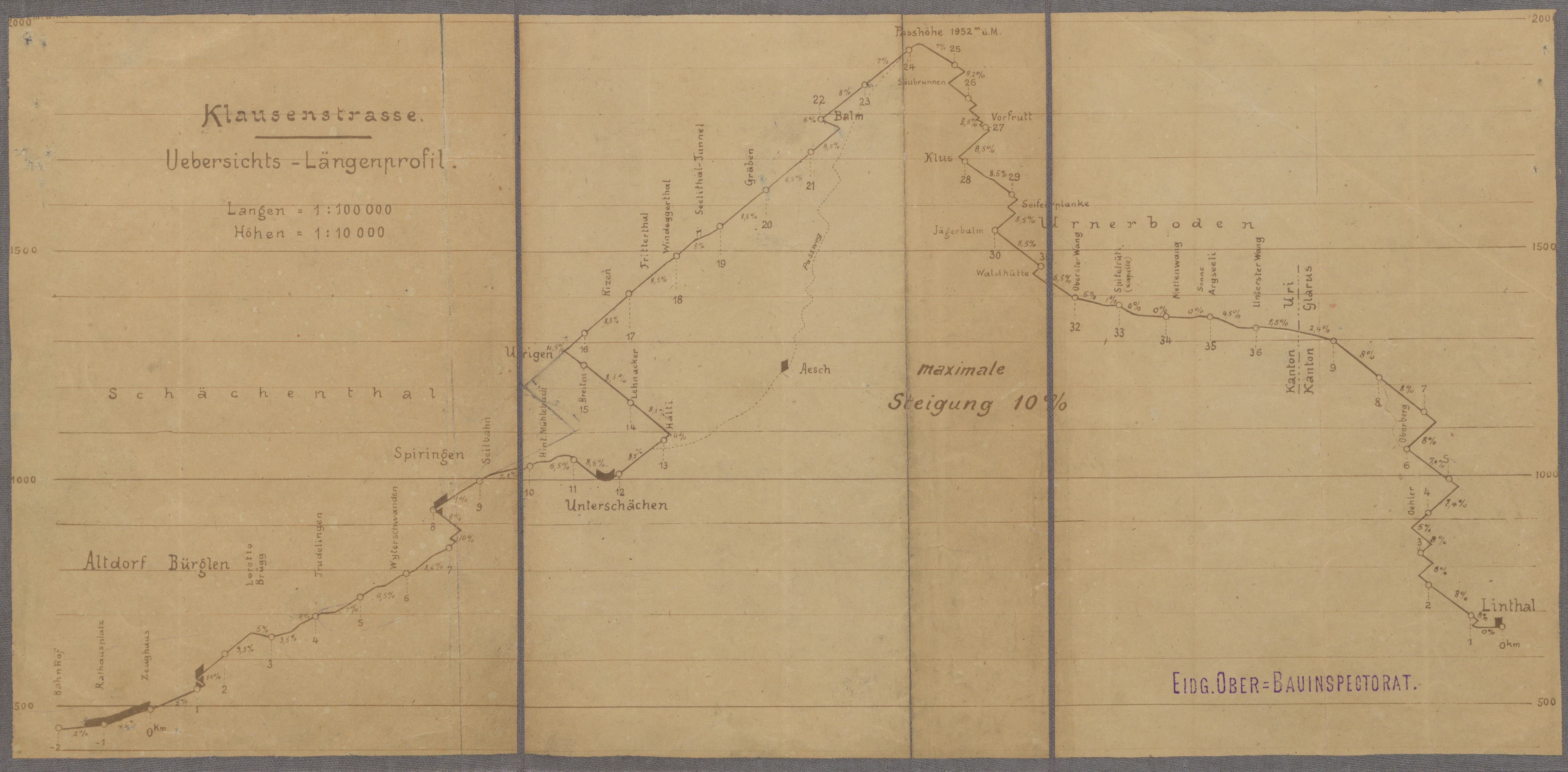
Längenprofil der Klausenstrasse um 1900

Bereits 1829 kam zum ersten Mal der Wunsch auf, eine befahrbare Strasse über den Klausenpass zwischen Glarus und Uri zu bauen. Mehrere Anläufe scheiterten aber: 1864 weil der Bau der Gotthardstrasse für Uri eine höhere Priorität hatte, 1873 weil ein Subventionsgesuch beim Bundesrat abgelehnt wurde. Erst 1891 erhielt das Gesuch schliesslich die Zustimmung des Bundesrates. Der Bund übernahm 80 % der Baukosten von 2.135 Millionen Franken, für den Rest kamen die Kantone Uri und Glarus auf. Der Bau begann 1893 im Kanton Uri, zwei Jahre später dann auch in Glarus. Am 15. Juni 1900 konnte die Strecke schliesslich feierlich eingeweiht und von der ersten Postkutsche befahren werden.
Die Linie Flüelen – Klausen – Linthal wurde von Jakob Bolliger betrieben und im Sommer einmal täglich in beide Richtungen gefahren. Mit fünfspännigen Coupé-Landau und Coupé-Berline, die Platz für acht Reisende boten, konnten im ersten Jahr 1916 Reisende transportiert werden. Die Reise dauerte anderthalb Tage. Auf dem Urnerboden bzw. in Urigen wurde übernachtet und die Pferde ausgewechselt. Schon im zweiten Betriebsjahr konnte die Anzahl Kurse verdoppelt und im Jahr 1906 um die Strecke Altdorf – Flüelen erweitert werden. Die Preise für eine Fahrt betrugen zunächst 15.55 Franken und entsprachen dabei etwas mehr als dem vierfachen Tagesverdienstes eines Arbeiters. 1913 wurden 3713 Reisende über den Klausenpass transportiert, 1921 nach dem Krieg nur noch 2146.

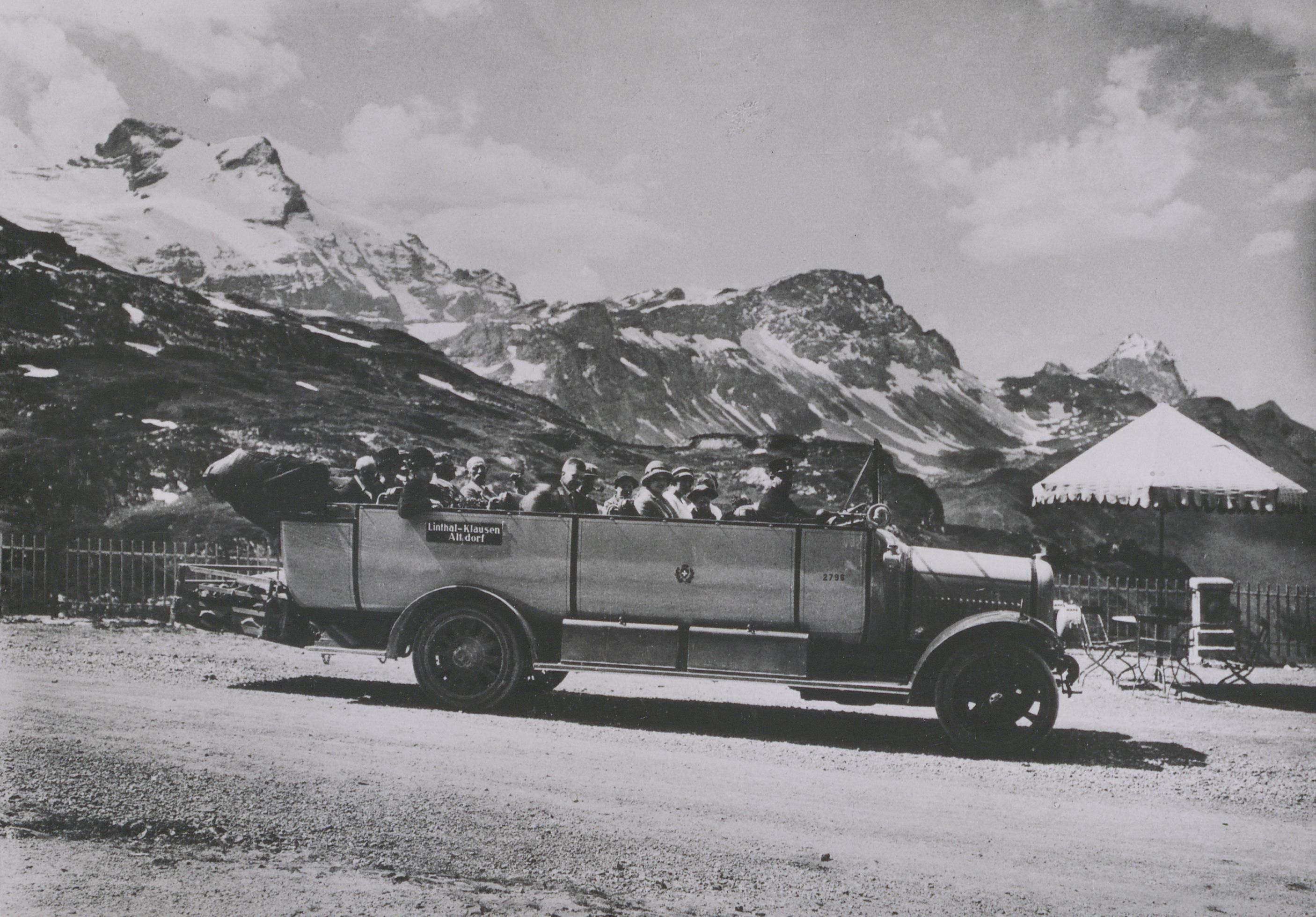
Postautofahrt über den Klausenpass ca. 1920

Nachdem die Strasse für Autos fahrbar gemacht wurde, wurde erstmals 1922 die Strecke auch von Postautos befahren – zunächst nur im Sommer, ab 1927 dann auch im Winter. Das Zeitalter der Postkutschen war damit zu Ende. Zuerst wurden die sogenannten Car alpin genutzt, 1928 dann aber auf Allwetterfahrzeuge gewechselt. In den 1930er-Jahren wurde die Strasse schliesslich geteert. Der Zweite Weltkrieg führte zur zeitweisen Einstellung der Alpenkurse über den Klausenpass. In der Nachkriegszeit nahm die Anzahl der Kurse aber zu, und die PTT führte 1955 Ausflugbillets auf die Passhöhe für 7 Franken ein. Die Postautokurse wurden also zunehmend auch für Freizeitreisen genutzt.

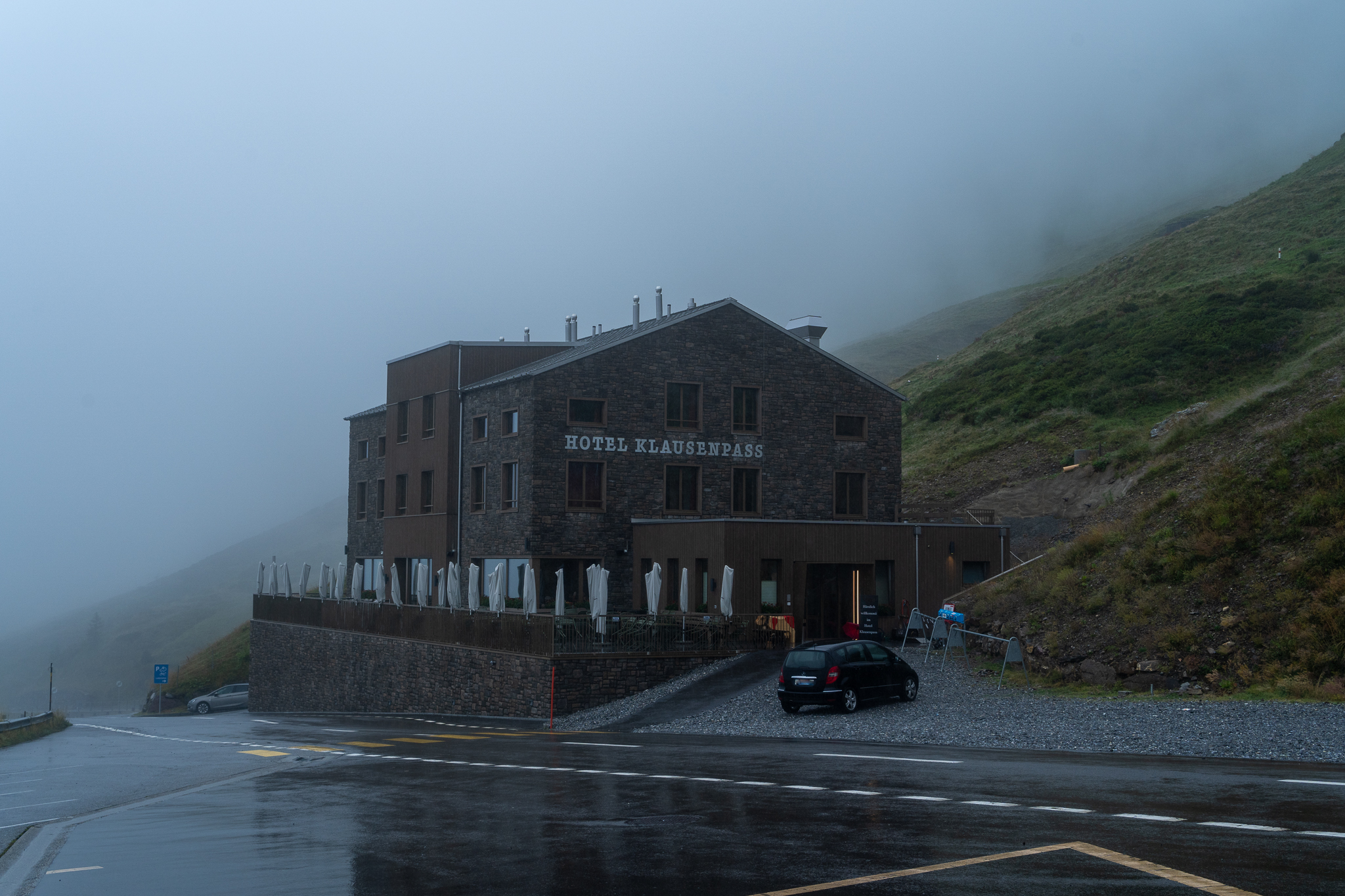
Hotel Klausenpass im August 2023

Das 1903 erbaute, historische Hotel Klausenpass, wenige Meter unterhalb der Passhöhe gelegen, musste 2019 abgerissen werden. Das im Jugendstil errichtete Haus stand auf schiefem, rutschigem Untergrund, und die Gebäudestruktur hatte dadurch in den rund 120 Jahren stark gelitten. Der Ersatzneubau wurde neben dem Altbau errichtet und am 1. Juli 2021 eröffnet. Der Neubau beinhaltet neben dem Restaurant und den Gastzimmern auch einen Kiosk, der lokale Spezialitäten und Souvenirs anbietet. Das alte Gebäude musste vollständig abgerissen werden.

## Motorsport
Zwischen 1922 und 1934 wurde auf dem Klausenpass ein Bergrennen für Autos und Motorräder, das Klausenrennen, durchgeführt. 1993, 1998, 2002, 2006 und 2013 fanden weitere Rennen mit Oldtimerfahrzeugen statt. Der Klausenpass gilt aufgrund seiner Streckenführung als anspruchsvoll. 2006 fand ein Inliner-Rennen vom östlichen Passfuss auf den Berg statt.

## Infrastruktur
Auf der Passhöhe befinden sich neben einer Kapelle ein Parkplatz, ein Kiosk mit Restaurant und ein Selbstbedienungsrestaurant. Gut 100 Höhenmeter unterhalb der Passhöhe und etwa 1,5 km entfernt in Richtung Altdorf steht das "Hotel Klausenpass".